# Foment de la Sardana de Banyoles
Foment de la Sardana de Banyoles és una entitat sardanista fundada el 1930 a Banyoles (Pla de l'Estany) per a promoure el ball de la sardana. Després de la guerra civil espanyola fou dissolta i no es va reorganitzar fins al 1978. Va ser impulsada inicialment per Joan Parnau.
Ha promogut iniciatives com la participació en la Festa de Sant Martirià, el tradicional Aplec de la Sardana, els premis Banyoles-Ceret, el programa desenvolupat entre els anys 1989 i 1992 en el marc de l'Olimpíada Cultural, la gegantina rotllana sardanista encerclant l'estany de Banyoles (1998) i la creació de l'Escola de Cobla. Per tot això el 2003 va rebre la Creu de Sant Jordi.